# Jens Kleinschmidt
Jens Kleinschmidt (* 1975) ist ein deutscher Rechtswissenschaftler und Hochschullehrer an der Universität Trier.

## Leben
Kleinschmidt studierte ab 1993 Rechtswissenschaften an den Universitäten Köln, Genf und Freiburg im Breisgau. In Freiburg arbeitete er ab 1997 bis zum Abschluss seines Studiums 1999 mit dem Ersten Juristischen Staatsexamen als wissenschaftliche Hilfskraft am Lehrstuhl von Rainer Frank. Dem schloss er ein LL.M.-Studium an der University of California, Berkeley an, womit er 2000 den Titel Master of Laws erwarb. Nach seiner Rückkehr nach Deutschland arbeitete er als wissenschaftlicher Mitarbeiter von Reinhard Zimmermann an der Universität Regensburg. Mit Zimmermann wechselte er 2002 an das Max-Planck-Institut für ausländisches und internationales Privatrecht nach Hamburg. Von 2002 bis 2004 leistete Kleinschmidt am Oberlandesgericht Hamburg sein Referendariat ab und bestand das Zweite Staatsexamen. 2003 schloss er unter Zimmermann seine Promotion zum Dr. iur. ab. Diese Arbeit wurde 2004 mit der Otto-Hahn-Medaille ausgezeichnet.
Von 2005 bis 2013 war Kleinschmidt Referent am Hamburger Max-Planck-Institut. Währenddessen war er auch Redaktionsassistent bei der Zeitschrift für Europäisches Privatrecht, Lehrbeauftragter an der Bucerius Law School. 2012 schloss er in Hamburg seine Habilitation ab und erhielt von der Bucerius Law School die Venia legendi für die Fächer Bürgerliches Recht, Zivilverfahrensrecht, Internationales Privatrecht, Rechtsvergleichung und Europäisches Privatrecht. Im Wintersemester 2012/13 vertrat er einen Lehrstuhl an der Universität Heidelberg, im darauffolgenden Sommersemester einen Lehrstuhl an der Universität Halle-Wittenberg. Seit dem Wintersemester 2013/14 ist er der ordentliche Inhaber des Lehrstuhls für Zivilrecht, insbesondere Internationales Privat- und Verfahrensrecht, sowie Rechtsvergleichung an der Universität Trier.

## Werke (Auswahl)
Kleinschmidts Forschungsschwerpunkte liegen vor allem im deutschen und europäischen Schuldrecht sowie der internationalen Schuldrechtsvergleichung und dem europäischen und europarechtlichen Erbrecht. Insbesondere zum europäischen Erb- und Schuldrecht liegen zahlreiche Kommentierungen, etwa zur Erbrechtsverordnung vor.
- Der Verzicht im Schuldrecht. Vertragsprinzip und einseitiges Rechtsgeschäft im deutschen und US-amerikanischen Recht. Mohr Siebeck, Tübingen 2004, ISBN 978-3-16-148225-0 (Dissertation).
- Delegation von Privatautonomie auf Dritte. Zulässigkeit, Verfahren und Kontrolle von Inhaltsbestimmungen und Feststellungen Dritter im Schuld- und Erbrecht. Mohr Siebeck, Tübingen 2014, ISBN 978-3-16-152527-8 (Habilitationsschrift).